# عراقيون في السعودية
العراقيون في المملكة العربية السعودية هم المواطنون العراقيون المقيمون بالسعودية، وعددهم عشرة ألف عراقي مقيم بالسعودية. أغلبهم نزحوا من العراق أثناء الحروب التي كانت في بلدهم.

## اللجوء للسعودية
بسبب نزوح العراقيين من الحروب التي مرت على العراق بلغ عدد اللاجئين للسعودية قرابة 33 ألف إبان انتفاضة 1991 وقد تم توزيعم على مخيمين في الأرطاوية ورفحاء التي تبعد عن الحدود العراقية قرابة 35 كيلومتر وتم اغلاق مخيم الأرطاوية عام 1992 وتم إلحاقهم بمخيم رفحاء، تم اغلاق المخيم عام 2008.

## منفذ جديدة عرعر
تكفلت السعودية بإعادة افتتاح المنفذ السعودي العراقي الذي يربط بين البلدين لتسهيل عملية التنقل، وعلى إثره أعلنت سفارة المملكة في العراق في 2018 أن السفارة ستصدر تأشيرات دخول العراقيين للمملكة، وبذلك بإمكان العراقيين التقدم بطلب التأشيرة من بغداد بدلا من الأردن وما يزال ذلك غير متحقق. منفذ جديدة عرعر هو الوحيد الذي يربط بين البلدين وقد أُغلق إبان الحرب العراقية الكويتية في 1990 حتى العام 2017 عندما أُعيد افتتاح المنفذ بشكل دائم للمسافرين ورحلات الحج والتبادل التجاري.

## مشاهير
- عبد الله الدملوجي
- محمد محمود الصواف
- ماجد المهندس، مغني

وعد (مغنية)، ولدت في السعودية من أب سعودي وأم عراقية تجنست بالجنسية السعودية)
- أحمد توتونجي، ناشط ولد في العراق من أبوين عراقيين، تجنس  بالجنسية السعودية)